# Мальгузар
Мальгуза́р — горный хребет в Узбекистане, северо-западный отрог Туркестанского хребта.
Хребет характеризуется небольшими высотами (максимальная — 2621 м), а также отсутствием вечных снегов. Продолжение хребта Мальгузар носит название Нуратау. Хребет Нуратау отделён от Мальгузара ущельем Тамерлановы Ворота.